# آفند
آفند(Offend)، حمله یا تک حالت و وضعیت نیرو با هدف پیشروی و حمله به دشمن، نابودی نیرو، تصرف زمین، کشف توان دشمن و موارد همسان آن است. به عبارت دیگر آفند عملیاتی نظامی در میدان نبرد است در فرایند آن که نیروهای درگیر در جنگ برای تصرف قلمرو نیروهای دشمن، دستیابی به غنیمت‌های جنگی یا رسیدن به جایگاه استراتژیک بهتر می‌کوشند. آفند ممکن است بر روی زمین، در دریا یا هوا به انجام برسد.
از انواع عملیات آفندی به تک اصلی، تک پشتیبانی (تک فرعی)، تک ایذایی، تک جزء به جزء و تک فریبنده می‌توان اشاره کرد.

## انواع آفند(تک)
تک اصلی: تکی است که در آن فرمانده حداکثر توان رزمی خود را به منظور تحمیل برتری به دشمن و تأمین نتیجه قطعی در زمان و مکان مناسب متمرکز می‌نماید.
تک ایذایی: تکی است بر ضد دشمنی که در حال تجمع یا آرایش یافتن در خارج از منطقه‌ی نبرد می‌باشد.این تک ممکن است برای انهدام قسمتی از نیروی دشمن، گرفتن ابتکار عمل از دشمن و یا ممانعت از مراقبت دشمن بر منطقه نبرد انجام شود.
تک به هدف محدود: تکی که به یک هدف محدود و معمولاٌ نزدیک به خط جبهه دشمن محدود می‌گردد.
تک پشتیبانی: یا تک فرعی تکی است که به منظور پشتیبانی از تک اصلی و با حداقل نیروی لازم اجراء می‌گردد.
تک تثبیت کننده: تک طرح ریزی شده‌ای است که به منظور تثبیت دشمن در موضع، فریب دادن او از محل اجرای تک اصلی و جلوگیری از تقویت یگانهایی که مواجه با تک اصلی هستند صورت می‌گیرد.
تک جزء به جزء: تکی که در آن یگانهای مختلف به همان ترتیب که در دسترس قرار می‌گیرند وارد عمل شده و یا زمان در آن برای یک عمل طرح‌ریزی شده تقسیم می‌گردد. تک شبانه: تکی است که در تاریکی شب و عمدتاٌ برای غافلگیری و فریب دشمن و اجتناب از تلفات زیاد اجراء می‌گردد.
تک فریبنده: یا تک انحرافی تکی است که به یک هدف محدود و به منظور گمراه نمودن و یا انحراف توجه دشمن نسبت به تک اصلی اجراء می‌گردد.